# Józef Budniak
Józef Mirosław Budniak (ur. 16 marca 1952 w Cieszynie) – polski duchowny katolicki, profesor nauk teologicznych, nauczyciel akademicki Wydziału Teologicznego Uniwersytetu Śląskiego w Katowicach, specjalista w zakresie ekumenizmu.

## Życiorys
Ukończył Technikum Mechaniczno-Elektryczne w Cieszynie. Podjął studia na Politechnice Śląskiej w Gliwicach. Został absolwentem Wyższego Seminarium Duchownego w Krakowie i Papieskiej Akademii Teologicznej w Krakowie. 16 kwietnia 1981 otrzymał w Katowicach z rąk bp. Herberta Bednorza święcenia kapłańskie. Został kapłanem diecezji katowickiej a następnie diecezji bielsko-żywieckiej.
W 1994 na Wydziale Nauk Społecznych Uniwersytetu Śląskiego uzyskał stopień doktora nauk humanistycznych w zakresie filozofii na podstawie rozprawy pt. Duchowość chrześcijańska i tło religijno-społeczne działalności J. Sarkandra. Na Wydziale Teologicznym Uniwersytetu Opolskiego w 2002 otrzymał stopień doktora habilitowanego nauk teologicznych w specjalności teologia ekumeniczna na podstawie dorobku naukowego oraz rozprawy pt. Ekumenizm jutra na przykładzie Śląska Cieszyńskiego. Studium historyczno-pastoralne. W 2009 ks. Budniak został uhonorowany Śląską Nagrodą im. Juliusza Ligonia. W 2011 prezydent RP nadał mu tytuł profesora nauk teologicznych. Objął funkcję profesora nadzwyczajnego w Wydziale Teologicznym Uniwersytetu Śląskeigo. Został tam kierownikiem Zakładu Teologii Ekumenicznej a następnie pracownikiem Zakładu Misjologii i Teologii Ekumenicznej.
W 2019 został członkiem Rady Naukowej czasopisma „Studia i Dokumenty Ekumeniczne”.